# Богоев
Богоев, Богоевски са български родови имена произлизащи от мъжкото име Богой, навярно по името на основателя на рода. Богой е повсеместно разпространено в българската етнография. Името е старо със славянски произход давано с нарицание да „бъде Бог с теб“, да те пази Бог, „в прослава на Бог“ и т.н.

## Личности с такова родово име
- Ксенте Богоев (1919 – 2008) – югослвски общественик, академик и университетски професор, от Северна Македония
- Славчо Богоев (р.1966) – български политик, министър на здравеопазването (17 юли 2003 – 17 август 2005) в правителството на Симеон Сакскобургготски
- Юлиян Богоев (р.1980) – български футболен вратар